# Arachis kretschmeri
Arachis kretschmeri är en ärtväxtart som beskrevs av Antonio Krapovickas och Walton Carlyle Gregory. Arachis kretschmeri ingår i släktet jordnötter, och familjen ärtväxter. Inga underarter finns listade i Catalogue of Life.